# Vibilia chuni
Vibilia chuni är en kräftdjursart som beskrevs av Behning och Woltereck 1912. Vibilia chuni ingår i släktet Vibilia och familjen Vibiliidae. Inga underarter finns listade i Catalogue of Life.